# Ría de Tina Menor
La ría de Tina Menor es un estuario situado en la costa oeste de Cantabria (España), en el municipio de Val de San Vicente, siendo la desembocadura del río Nansa al mar Cantábrico. Tiene una superficie de 154,8 hectáreas y un perímetro de 17,5 kilómetros, con una superficie intermareal del 50%. 

## Descripción

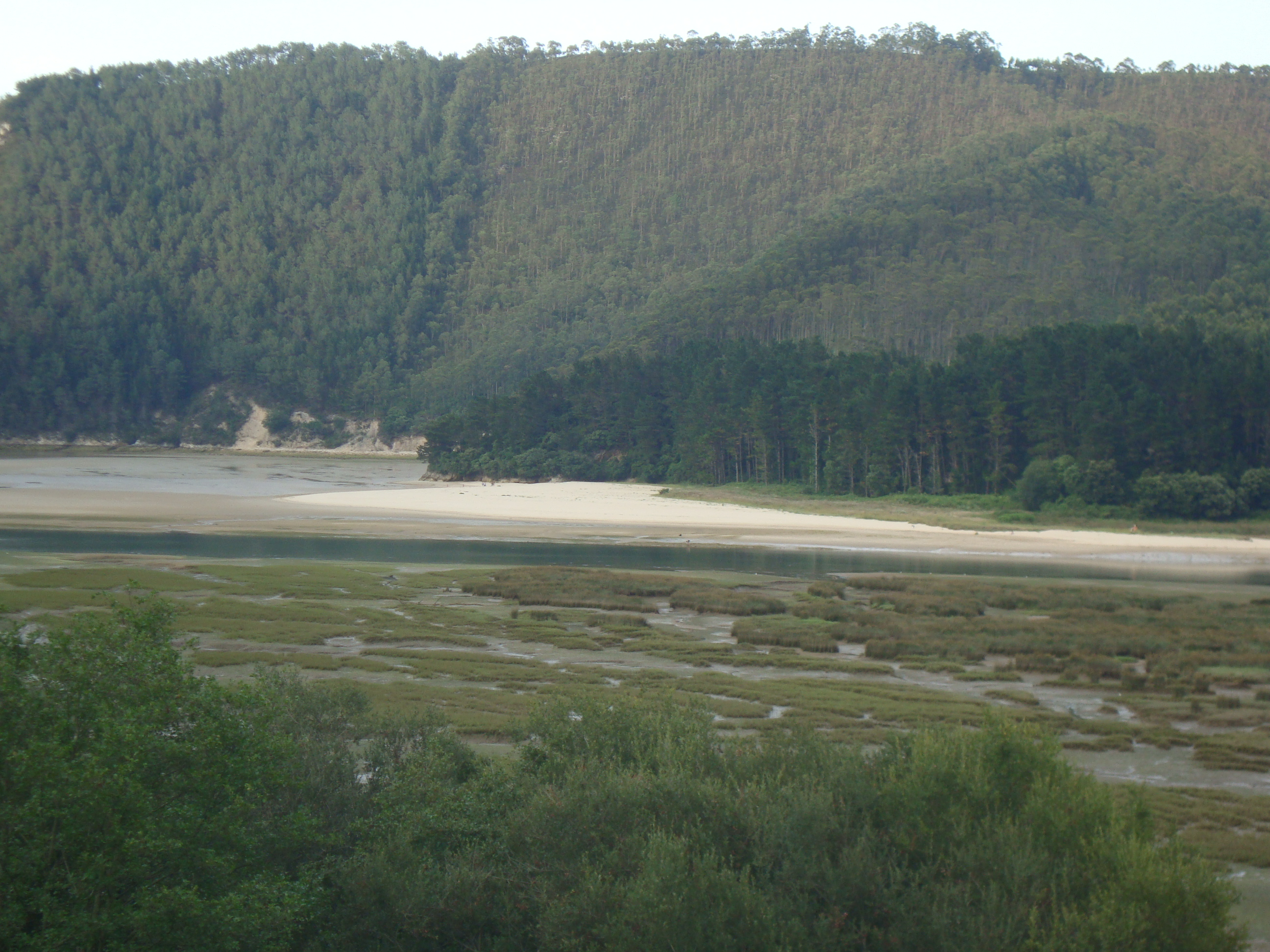
Playa del Sable en Tina Menor.

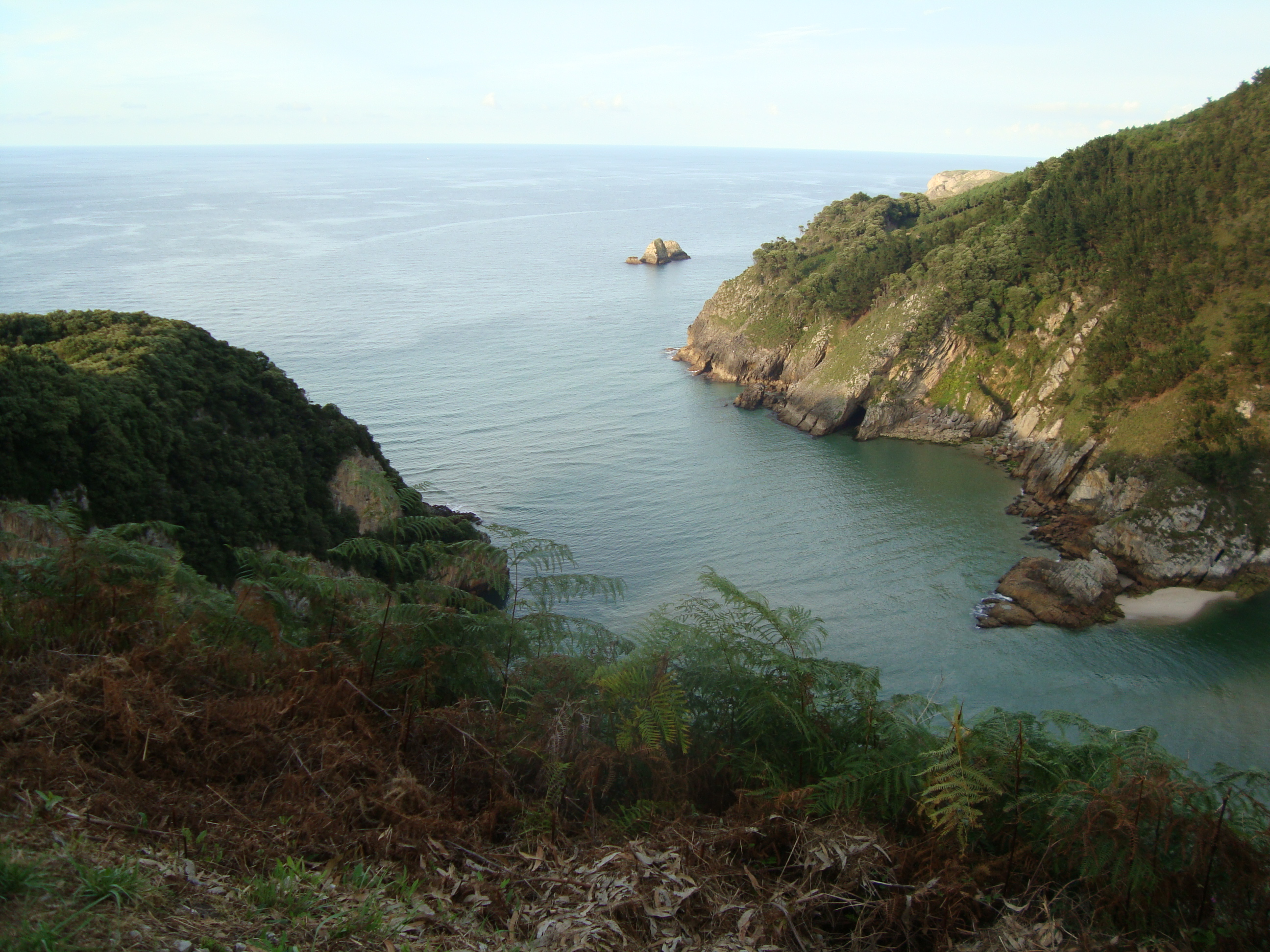
Boca de la ría.

El fondo de la ría es estrecho, dominado por la influencia fluvial y atravesado por la autovía del Cantábrico. Según se avanza hacia el mar se encuentran páramos intermareales cada vez más amplios con vegetación perimetral típica de las marismas. La ría se abre al mar entre dos montes escarpados, apareciendo al este la playa del Sable. También al este aparece una zona limitada por diques que regulan el paso de la marea a unas lagunas utilizadas por una piscifactoría.
En otros tiempos tuvo relativa importancia el muelle de Muñorrodero, llamado puerto de Reocín, a donde desde al menos 1404 llegaba el mineral de hierro para las ferrerías de la cuenca del Nansa.